# 16435 Фандлі
16435 Фандлі (16435 Fándly) — астероїд головного поясу, відкритий 7 листопада 1988 року.
Тіссеранів параметр щодо Юпітера — 3,411. Отримав назву нач есть словацького письменника та вченого Юрая Фандлі.